# Даль, Кэрол
Кэ́рол Даль (англ. Carol Dahl) — американская кёрлингистка.
В составе женской сборной США участница чемпионата мира 1981 (заняли восьмое место). Чемпионка США среди женщин.
Играла на позиции третьего.

## Достижения
- Чемпионат США по кёрлингу среди женщин: золото (1981).

## Команды
| Сезон   | Четвёртый    | Третий     | Второй     | Первый       | Турниры                        |
| ------- | ------------ | ---------- | ---------- | ------------ | ------------------------------ |
| 1980—81 | Нэнси Лэнгли | Кэрол Даль | Лесли Фрош | Нэнси Уоллес | ЧСШАЖ 1981 · ЧМ 1981 (8 место) |

(скипы выделены полужирным шрифтом)